# Battaglia di Bafeo
La battaglia di Bafeo fu il primo scontro fra bizantini e ottomani, che vide come vincitori gli ottomani comandati da Osman I, la battaglia fu combattuta il 27 luglio 1302.

## La battaglia
I bizantini furono tratti in inganno dagli ottomani, infatti i territori dell'impero bizantino erano in continuo saccheggio da parte degli ottomani, così un esercito bizantino di soli 2 000 uomini uscì a sfidare sul campo aperto i predoni, l'esercito bizantino aveva ancora le tecniche militari del tempo in cui governava la dinastia dei Comneni (1081-1185). I bizantini in netta minoranza furono sconfitti dagli ottomani, nei pressi di Nicomedia, essi poterono conquistare così delle piccole fortezze attorno a Nicomedia, ma la città fu presa solamente nel 1337.